# Anthracotheriidae
Anthracotheriidae är en familj av utdöda partåiga hovdjur.
Anthracotheriidae hade fullständig tanduppsättning, kraftiga hörntänder och fyra tår på både fram- och bakben. Familjen förekommer främst i Europa men även i Nordamerika, Nordafrika och Ostindien, främst i oligocen men även i eocen och miocen. De var stora eller medelstora djur liknande svin eller flodhästar som sannolikt levde i träskmarker.